# Peleus

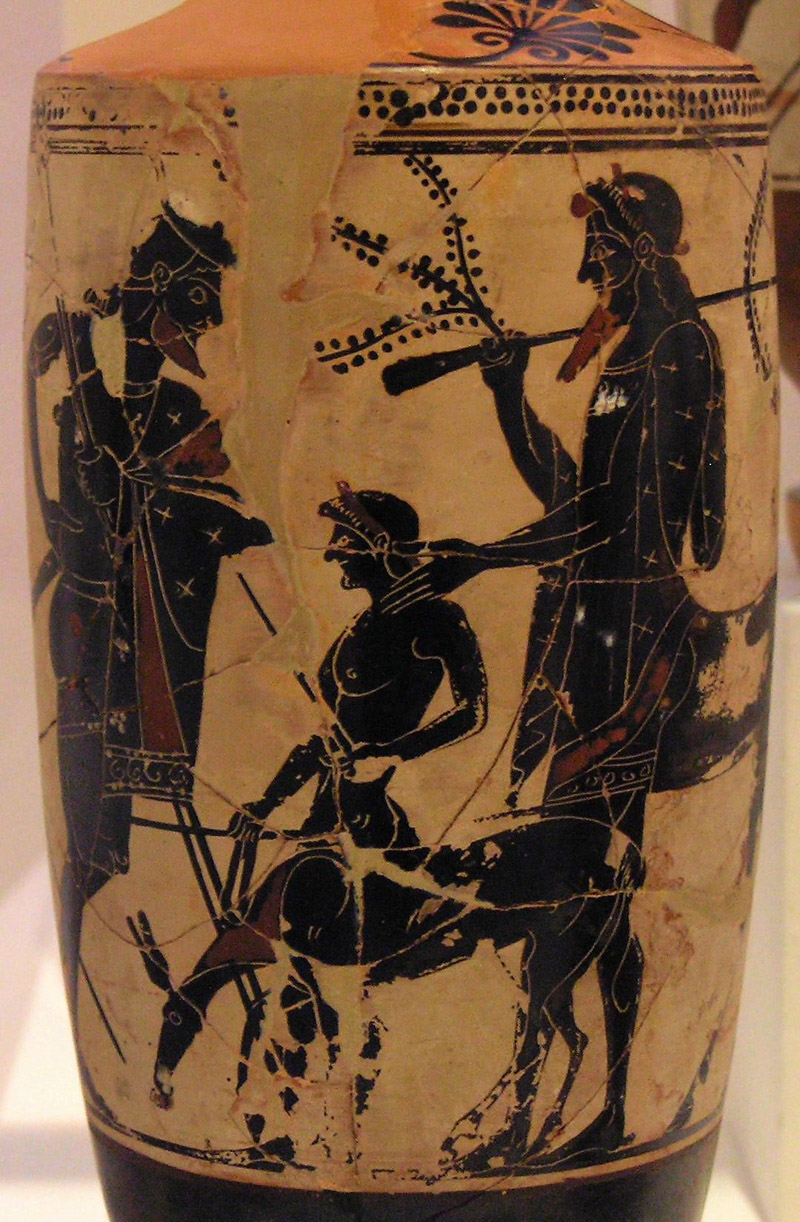
Peleus încredințându-l pe Ahile lui Chiron, ceramică antică, c. 500 î.Hr.

Peleus (/ˈpiːliəs, ˈpiːljuːs, ˈpɛliəs, ˈpɛljuːs/; în greacă veche Πηλεύς, Pēleus), fiul regelui Aeacus din Egina și al reginei Endeïs, este un erou din mitologia greacă. S-a căsătorit cu Thetis (nereidă, fiică a lui Nereus), având cu aceasta un fiu: Ahile, marele erou din războiul troian.
În tinerețe, împreună cu fratele său, Telamon (tatăl lui Aiax din Salamina), Peleus l-a însoțit pe Iason în celebra expediție a argonauților.